# West Plains
West Plains est une ville du Missouri, dans le comté de Howell. En 2020, sa population s’élevait à 12 184 habitants.
L'histoire de West Plains remonte à 1832, lorsque le colon Josiah Howell (dont le comté de Howell porte le nom) créa  la première colonie dans la région connue sous le nom de Howell Valley. West Plains fut ainsi nommée parce que la colonie se trouvait dans une prairie en direction ouest de la ville la plus proche, Thomasville.